# 武藤山治
武藤山治（日语：／ Muto Sanji，1867年4月5日—1934年3月10日），是日本的实业家、银行家、政治家和书法家。他曾受聘于三井财阀经营纺织业生意长达34年，倡导了「经营家族主义」与「温情主义」的企业理念。武藤在1923年4月组建实业同志会，并于次年在大阪府选区当选为众议员。他的党在议会长期是仅次于政友会以及民政党的第三大党，但随着1932年他从政界隐退，实业同志会亦随即解体。其后他因为参与揭露帝人事件而遭到当局的针对，1934年3月，他在神奈川县的镰仓郡遭枪击身亡。